# Красицький Дмитро Филимонович
Дмитро́ Филимо́нович Краси́цький (псевдонім — В. Катренко; 7 листопада 1901, Зелена Діброва — 8 січня 1989, Київ) — український радянський письменник, літературознавець; член Спілки радянських письменників України з 1960 року.

## Життєпис
Народився 25 жовтня [7 листопада] 1901 року в селі Зеленій Діброві (нині Звенигородський район Черкаської області, Україна). Був правнуком рідної сестри Тараса Шевченка Катерини. 1922 року закінчив Київський вищий інститут народної освіти, 1926-го — Комуністичний університет в Москві.
Протягом 1922—1927 років працював у Дніпропетровську завідувачем гарнізонної бібліотеки 89-го стрілецького Чонгарського полку. У 1928—1930 роках завідував літературною частиною театру «Шевченківці». Протягом 1931—1941 років працював у системі народної освіти, викладав на кафедрі основ марксизму-ленінізму Гірничого інституту.
Брав участь у німецько-радянській війні. Служив у 6-й армії. Нагороджений орденами Червоної Зірки, Вітчизняної війни II ступеня (6 квітня 1985). Демобілізувався у званні майора.
У 1944—1945 роках працював завідувачем кафедри історії та деканом історичного факультету Дніпропетровського університету, директором Дніпропетровського історичного музею (1943 - 1946).
Протягом 1946—1948 років — директор Києво-Печерського історико-культурного заповідника. У 1948—1953 роках очолював Літературно-меморіальний будинок-музей Тараса Шевченка в Києві, протягом 1953—1961 років — заступник директора Київського музею Тараса Шевченка.
Помер у Києві 8 січня 1989 року. Похований у Києві.

## Творчість, наукова діяльність
Писати почав віршовані форми 1918 року, дебютував у газеті «Звенигородщина». Його вірші друкувалися в журналах «Червоні квіти» та «Червоний шлях». Написав цикл біографічних повістей, оповідань і нарисів про Тараса Шевченка:
- «Дитинство Тараса» (1959);
- «Юність Тараса» (1961, 1967);
- «Тарасова земля» (1962);
- «Дітям про Шевченка» (1962);
- «Роздуми над словом Тараса Шевченка» (1963);
- «Тарас — художник» (1973);
- «Тарасові світанки» (1979, 1989);
- «І оживе добра слава. Розповіді про Шевченка» (1986).

Автор низки статей із шевченкознавства; дослідження «„Заповіт“ Тараса Шевченка мовами народів світу» (1956), співавтор книг «Шевченко — борець проти релігії» (1956), «Шляхами великого Кобзаря» (1964). Брав участь в упорядкуванні збірок та путівників:
- «Шевченківські місця України» (1957);
- «Смерть и похороны Тарса Шевченко» (1961);
- «Великий Кобзар у пам'яті народній» (1961, разом з Василем Косяном[2]);
- «Тарас Шевченко. Життя і творчість у портретах, ілюстраціях, документах» (1960, 1964, угорською мовою 1961);
- «Шляхами великого Кобзаря» (1964).

Окремі його твори перекладено російською мовою.